# Неравенство на Карамата
Неравенството на Карамата, наречено на сръбския математик Йован Карамата, още известно като мажорационно неравенство, е теорема от елементарната алгебра.
Ако е дадена функция {\displaystyle f:{\mathcal {I}}\rightarrow \mathbb {R} }, изпъкнала в интервала {\displaystyle {\mathcal {I}}}, тогава за всеки две мажориращи се редици {\displaystyle \{x_{1},x_{2},\ldots ,x_{n}\}\succ \{y_{1},y_{2},\ldots ,y_{n}\}} е изпълнено:

{\displaystyle f(x_{1})+\cdots +f(x_{n})\geq f(y_{1})+\cdots +f(y_{n}).}
Доказателство:
Първо нека положим {\displaystyle c_{i}={\frac {f(y_{i})-f(x_{i})}{y_{i}-x_{i}}}}, което поради изпъкналостта на функцищта {\displaystyle f(x)} и мажорирането на редиците {\displaystyle \mathbf {x} } и {\displaystyle \mathbf {y} }, образува ненамаляваща редица. Тоест
{\displaystyle c_{i}\geq c_{i+1}\Leftrightarrow {\frac {f(y_{i})-f(x_{i})}{y_{i}-x_{i}}}\geq {\frac {f(y_{i+1})-f(x_{i+1})}{y_{i+1}-x_{i+1}}}.}
Това следва последователно от {\displaystyle {\frac {b-c}{a-c}}f(a)+{\frac {a-b}{a-c}}f(c)\geq f(b)=f({\frac {b-c}{a-c}}a+{\frac {a-b}{a-c}}c)\Leftrightarrow {\frac {f(a)-f(c)}{a-c}}\geq {\frac {f(b)-f(c)}{b-c}}} за {\displaystyle a\geq b}, което е дефиницията за изпъкналост. Тогава от факта, че {\displaystyle x_{1}\geq x_{2}\geq \ldots \geq x_{n}} и {\displaystyle y_{1}\geq y_{2}\geq \ldots \geq y_{n}}, се получава

{\displaystyle {\frac {f(y_{i})-f(x_{i})}{y_{i}-x_{i}}}\geq {\frac {f(y_{i})-f(x_{i+1})}{y_{i}-x_{i+1}}}\geq {\frac {f(y_{i+1})-f(x_{i+1})}{y_{i+1}-x_{i+1}}}.}
Полагаме {\displaystyle A_{k}=x_{1}+\ldots +x_{k}} и {\displaystyle B_{k}=y_{1}+\ldots +y_{k}} за {\displaystyle k=1,2,\ldots ,n} и заради мажорирането {\displaystyle A_{k}\geq B_{k}} за {\displaystyle k=1,2,\ldots ,n-1} и {\displaystyle A_{n}=B_{n}}.
В такъв случай {\displaystyle \sum _{i=1}^{n}(f(x_{i})-f(y_{i}))=\sum _{i=1}^{n}c_{i}(x_{i}-y_{i})=}
{\displaystyle \sum _{i=1}^{n}(c_{i}-c_{i+1})(x_{1}+x_{2}+...+x_{i})-\sum _{i=1}^{n}(c_{i}-c_{i+1})(y_{1}+y_{2}+...+y_{i})=}
{\displaystyle =\sum _{i=1}^{n-1}(c_{i}-c_{i+1})(A_{i}-B_{i})+c_{n}(A_{n}-B_{n})}, което очевидно е по-голямо от 0.

## Пример
Ако вместо {\displaystyle (y_{1},y_{2},\ldots ,y_{n})} използваме редицата {\displaystyle \left({\frac {x_{1}+\cdots +x_{n}}{n}},\cdots ,{\frac {x_{1}+\cdots +x_{n}}{n}}\right)}, ще получим неравенството на Йенсен.